# Erreur circulaire probable

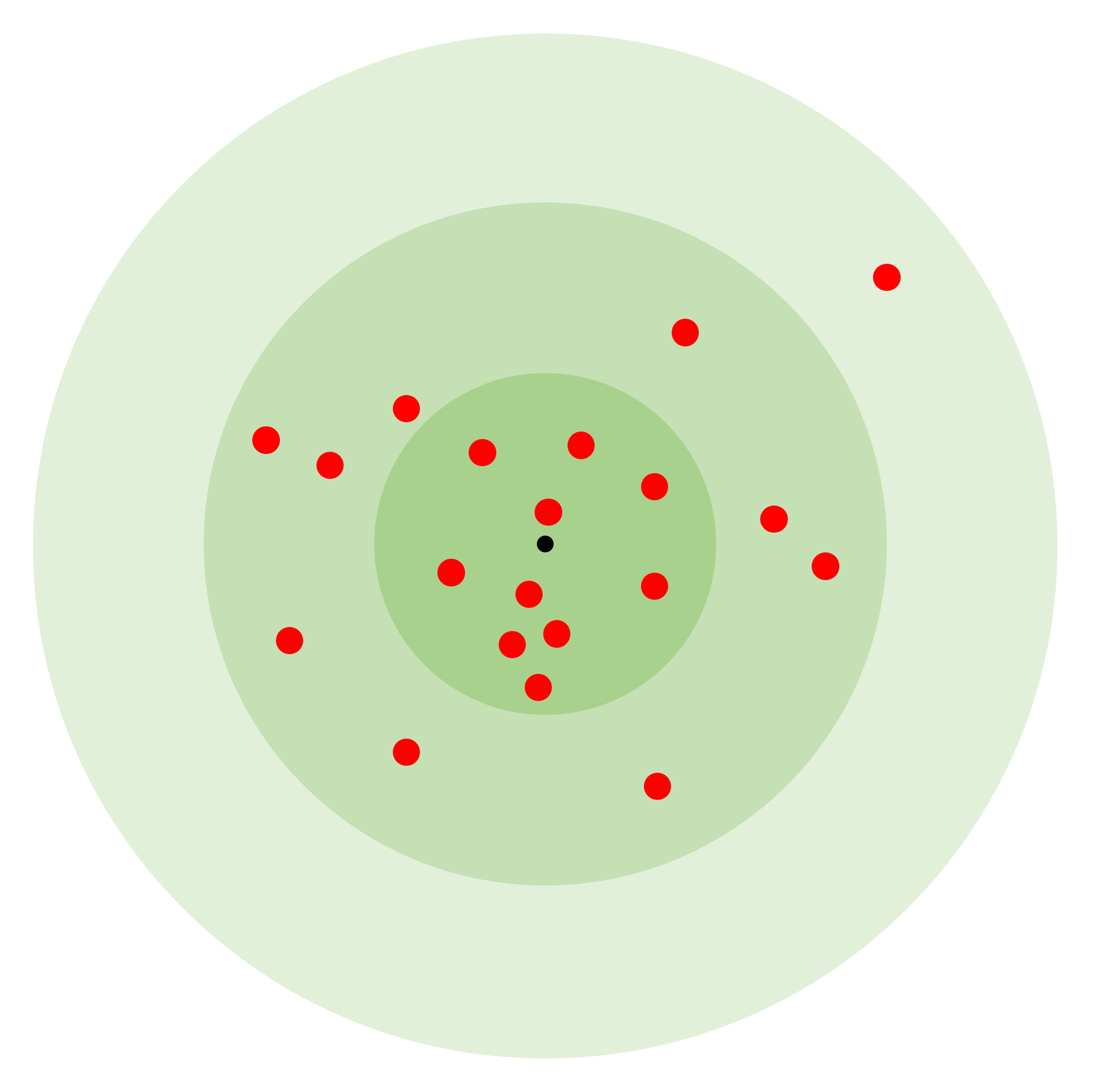
Exemple d'erreur circulaire probable avec 20 points.

Pour les articles homonymes, voir CEP.
L'erreur circulaire probable (circular error probability, CEP) à x % est le rayon du cercle à l'intérieur duquel se trouvent x % des valeurs d'un échantillon de mesure bidimensionnelle. On note ce pourcentage en indice (par exemple, CEP à 20 %: {\displaystyle {CEP}_{20}}). C'est un indicateur couramment utilisé pour spécifier la précision des tirs balistiques militaires, ou pour le positionnement par GPS.
Lorsque la probabilité n'est pas spécifiée, c'est l'écart circulaire probable (ECP) à 50 % qui est donnée. Ce terme est essentiellement utilisé pour exprimer la caractéristique de la précision d’un missile ou d’un projectile, généralement un missile sol-sol, air-sol ou mer-sol longue portée utilisée comme facteur pour la détermination de l’efficacité probable d’une arme sur son objectif.  La définition du AAP-21, le glossaire OTAN de termes et définitions d'arme nucléaire, radiologique, bactériologique et chimique, est celle-ci : L’écart circulaire probable se définit comme le rayon du cercle à l’intérieur duquel tomberaient 50 pour cent des projectiles ou des missiles .
Par exemple, le positionnement par GPS joint au système EGNOS permet d'avoir une précision de 3 m CEP. Cela signifie que l'erreur entre la position mesurée et la position réelle est inférieure à 3 m dans 50 % des cas.
Si un vecteur aléatoire bidimensionnel {\displaystyle \left(X,Y\right)}, dont les composantes sont indépendantes, est régi par une loi normale centrée {\displaystyle N\left(0,\Phi \right)}, où {\displaystyle \Phi } est la matrice de variance-covariance, on peut définir la CEP de manière générale par la formule suivante :
{\displaystyle P_{\rho }={\frac {1}{2\pi {\sqrt {\det \left(\Phi \right)}}}}\iint _{x^{2}+y^{2}<\rho ^{2}}e^{-{\frac {1}{2}}\left(x,y\right)\Phi ^{-1}\left(x,y\right)^{T}}\mathrm {d} x\mathrm {d} y}
où {\displaystyle P_{\rho }} est la probabilité que la variable aléatoire prenne une valeur {\displaystyle \left(x,y\right)} située à l'intérieur du cercle de rayon {\displaystyle \rho }.
La probabilité que la variable aléatoire prenne une valeur à l'intérieur du cercle de rayon 2CEP est de 93,8 %, et 99,8 % pour un rayon de 3CEP.
Dans le cas d'une distribution normale centrée bidimensionnelle avec les deux variances égales à {\displaystyle \sigma ^{2}}, on a la relation suivante :
{\displaystyle P_{\rho }=1-e^{-\rho ^{2}/{2\sigma ^{2}}}}
La CEP se calcule alors en fonction de la variance :
{\displaystyle CEP=\sigma {\sqrt {2\ln {2}}}\approx 1,1774\sigma }